# Campeonato Europeu de Esportes Aquáticos de 1962
O Campeonato Europeu de Esportes Aquáticos de 1962 foi a 10ª edição do evento organizado pela Liga Europeia de Natação (LEN). A competição foi realizada entre os dias 18 e 25 de agosto de 1962, em Leipzig na Alemanha Oriental. No programa de natação masculina, os 100 m costas foram substituídos pelos 200 m costas.  Além disso, o medley individual de 400 m e o revezamento 4 × 100 m livre foram introduzidos na natação masculina. Na natação feminina, foi introduzido o medley individual de 400 m. 

## Medalhistas

### Natação
Masculino
| Evento          | Ouro                                                                                     | Ouro    | Prata                                                                                    | Prata   | Bronze                                                                              | Bronze  |
| 100 m Livre     | Alain Gottvallès · França                                                                | 55.0    | Per-Ola Lindberg · Suécia                                                                | 55.5    | Ron Kroon · Países Baixos                                                           | 55.5    |
| 400 m Livre     | Johan Bontekoe · Países Baixos                                                           | 4:25.6  | Hans Rosendahl · Suécia                                                                  | 4:25.8  | Frank Wiegand · Alemanha Oriental                                                   | 4:26.8  |
| 1500 m Livre    | József Katona · Hungria                                                                  | 17:49.5 | Miguel Torres Espanha                                                                    | 17:55.6 | Richard Campion · Reino Unido                                                       | 17:59.8 |
| 200 m Costas    | Leonid Barbier · União Soviética                                                         | 2:16.6  | Wolfgang Wagner · Alemanha Oriental                                                      | 2:17.9  | József Csikány · Hungria                                                            | 2:18.5  |
| 200 m Peito     | Georgy Prokopenko · União Soviética                                                      | 2:32.8  | Ivan Karetnikov · União Soviética                                                        | 2:33.2  | Rob van Empel · Países Baixos                                                       | 2:38.1  |
| 200 m Borboleta | Valentin Kuzmin · União Soviética                                                        | 2:14.2  | Brian Jenkins · Reino Unido                                                              | 2:15.6  | Wolfgang Sieber · Alemanha Oriental                                                 | 2:18.0  |
| 400 m Medley    | Gennady Androsov · União Soviética                                                       | 5:01.3  | Jan Jiskoot · Países Baixos                                                              | 5:05.5  | Jürgen Bachmann · Alemanha Oriental                                                 | 5:05.9  |
| 4x100 m Livre   | França · Alain Gottvallès · Jean-Pascal Curtillet · Robert Christophe · Gérard Gropaiz   | 3:43.7  | Reino Unido · Bob McGregor · John Martin-Dye · Peter Kendrew · Stanley Clarke            | 3:44.7  | Suécia · Bengt-Olof Nordvall · Jan Lundin · Mats Svensson · Per-Ola Lindberg        | 3:45.0  |
| 4x200 m Livre   | Suécia · Hans Rosendahl · Per-Ola Lindberg · Mats Svensson · Lars-Erik Bengtsson         | 8:18.4  | França · Gérard Gropaiz · Alain Gottvallès · Jean-Pascal Curtillet · Robert Christophe   | 8:20.4  | Alemanha Oriental · Joachim Herbst · Martin Klink · Frank Wiegand · Volker Frischke | 8:24.6  |
| 4x100 m Medley  | Alemanha Oriental · Jürgen Dietze · Egon Henninger · Horst-Günter Gregor · Frank Wiegand | 4:09.0  | União Soviética · Veliko Siymar · Leonid Kolesnikov · Valentin Kuzmin · Viktor Konoplyov | 4:10.3  | Países Baixos · Jan Weeteling · Wieger Mensonides · Jan Jiskoot · Ron Kroon         | 4:10.9  |

Feminino
| Evento          | Ouro                                                                                | Ouro   | Prata                                                                             | Prata  | Bronze                                                                                  | Bronze |
| 100 m Livre     | Heidi Pechstein · Alemanha Oriental                                                 | 1:03.3 | Diana Wilkinson · Reino Unido                                                     | 1:03.3 | Ineke Tigelaar · Países Baixos                                                          | 1:03.3 |
| 400 m Livre     | Adrie Lasterie · Países Baixos                                                      | 4:52.4 | Ineke Tigelaar · Países Baixos                                                    | 4:57.3 | Elisabeth Ljunggren · Suécia                                                            | 4:58.1 |
| 100 m Costas    | Ria van Velsen · Países Baixos                                                      | 1:10.5 | Corrie Winkel · Países Baixos                                                     | 1:10.7 | Veronika Holletz · Alemanha Oriental                                                    | 1:11.3 |
| 200 m Peito     | Anita Lonsbrough · Reino Unido                                                      | 2:50.2 | Klenie Bimolt · Países Baixos                                                     | 2:51.2 | Ursula Küper · Alemanha Oriental                                                        | 2:52.2 |
| 100 m Borboleta | Ada Kok · Países Baixos                                                             | 1:09.0 | Ute Noack · Alemanha Oriental                                                     | 1:10.0 | Marianne Heemskerk · Países Baixos                                                      | 1:10.3 |
| 400 m Medley    | Adrie Lasterie · Países Baixos                                                      | 5:27.8 | Anita Lonsbrough · Reino Unido                                                    | 5:32.3 | Márta Egerváry · Hungria                                                                | 5:33.3 |
| 4x100 m Livre   | Países Baixos · Cocky Gastelaars · Adrie Lasterie · Erica Terpstra · Ineke Tigelaar | 4:15.1 | Reino Unido · Linda Amos · Adrienne Brenner · Jennifer Thompson · Diana Wilkinson | 4:16.3 | Hungria · Maria Frank · Zsuzsa Kovács · Csilla Dobai-madarász · Katalin Takacs          | 4:17.5 |
| 4x100 m Medley  | Alemanha Oriental · Ingrid Schmidt · Barbara Göbel · Ute Noack · Heidi Pechstein    | 4:40.1 | Países Baixos · Ria van Velsen · Klenie Bimolt · Ada Kok · Ineke Tigelaar         | 4:42.9 | Reino Unido · Linda Ludgrove · Anita Lonsbrough · Mary-Anne Cotterill · Diana Wilkinson | 4:46.2 |

### Saltos Ornamentais
Masculino
| Evento          | Ouro                       | Ouro   | Prata                                  | Prata  | Bronze                            | Bronze |
| Trampolim 3 m   | Kurt Mrkwicka · Áustria    | 147.21 | Hans-Dieter Pophal · Alemanha Oriental | 145.70 | Boris Polulyakh · União Soviética | 145.20 |
| Plataforma 10 m | Brian Phelps · Reino Unido | 150.81 | Rolf Sperling · Alemanha Oriental      | 148.24 | Gennadiy Galkin · União Soviética | 143.18 |

Feminino
| Evento          | Ouro                              | Ouro   | Prata                                 | Prata  | Bronze                               | Bronze |
| Trampolim 3 m   | Ingrid Krämer · Alemanha Oriental | 153.57 | Christiane Lanzke · Alemanha Oriental | 137.78 | Natalya Kuznetsova · União Soviética | 133.78 |
| Plataforma 10 m | Ingrid Krämer · Alemanha Oriental | 107.96 | Ninel Krutova · União Soviética       | 95.92  | Gabriele Schöpe · Alemanha Oriental  | 90.88  |

### Polo Aquático
| Evento    | Ouro    | Prata                        | Bronze |
| Masculino | Hungria | União Soviética · Iugoslávia | nenhum |

## Quadro de medalhas
| Ordem | País              | Medalha de ouro | Medalha de prata | Medalha de bronze | Total |
| ----- | ----------------- | --------------- | ---------------- | ----------------- | ----- |
| 1     | Países Baixos     | 6               | 5                | 5                 | 16    |
| 2     | Alemanha Oriental | 5               | 5                | 7                 | 17    |
| 3     | União Soviética   | 4               | 4                | 3                 | 11    |
| 4     | Reino Unido       | 2               | 5                | 2                 | 9     |
| 5     | França            | 2               | 1                | 0                 | 3     |
| 6     | Hungria           | 2               | 0                | 3                 | 5     |
| 7     | Suécia            | 1               | 2                | 2                 | 5     |
| 8     | Áustria           | 1               | 0                | 0                 | 1     |
| 9     | Espanha           | 0               | 1                | 0                 | 1     |
| 9     | Iugoslávia        | 0               | 1                | 0                 | 1     |
| Total | Total             | 23              | 24               | 22                | 69    |